# Zamachy Gwardii Ludowej na kina dla Niemców

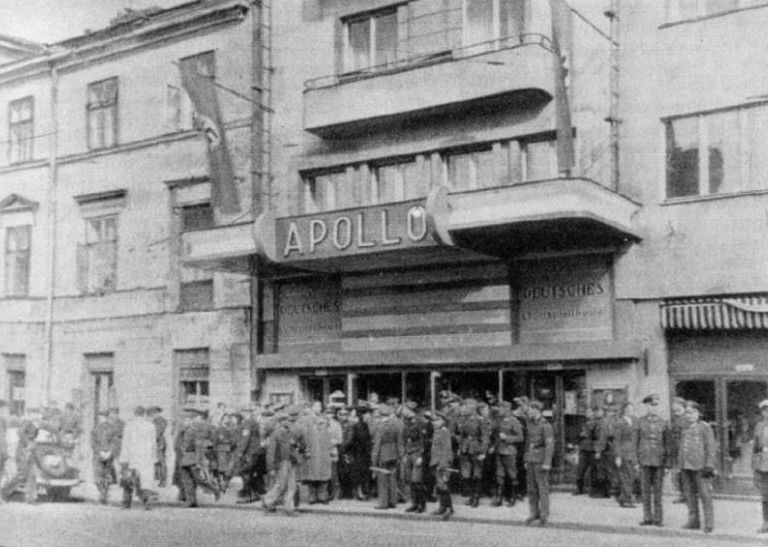
Kino Apollo, dawne kino Napoleon, na placu Trzech Krzyży, jedno z miejsc zamachów w dniu 17 stycznia 1943

Zamachy Gwardii Ludowej na kina dla Niemców – seria zamachów bombowych wykonanych w Warszawie przez Gwardię Ludową w odwecie za gigantyczną akcję łapankową na terenie Warszawy 15 stycznia 1943. 
Zamachy odbyły się wieczorem 17 stycznia 1943 – wykonano je za pomocą bomb zegarowych. Miejscem akcji były trzy kina Tylko dla Niemców.

## Bomby zegarowe
Wszystkie trzy bomby były ukryte w walizkach. Każda składała się z:
- czterech pocisków do granatnika,
- lontu prochowego,
- zapalnika chemicznego.

Przed akcją należało zgnieść ampułkę z kwasem siarkowym, który powodował zapalenie chloranu potasu, z którego ogień przenosił się na lont prochowy ze spłonkami detonacyjnymi wmontowanymi w pociski i powodował ich wybuch. 

## Wykonanie akcji
- Akcja na kinoteatr „Kammerlichtspieltheater” przy ulicy Marszałkowskiej 8. Zamachowcami byli żołnierze Grupy Specjalnej Sztabu Głównego GL: „Wanda” (Rywa Tejtelbaum) oraz „Felek” (Jerzy Duracz). Po nabyciu biletów weszli oni na widownię. Zaraz po rozpoczęciu seansu wymknęli się na ulicę pozostawiając na sali walizkę z materiałem wybuchowym. Urządzenie zawiodło – wybuch nie nastąpił.
- Akcja na kino „Helgoland” przy ulicy Złotej. Zamachowcami byli: „Wiktor” (Jan Strzeszewski) dowódca specgrupy sztabu GL oraz „Wyga” (Jan Wyszyński). Zamach nie powiódł się – bomba nie wybuchła.
- Akcja na kino „Apollo” przy placu Trzech Krzyży 2. Zamachowcami byli: „Kazik Dębiak” (Ładysław Buczyński) oraz „Pietrek” (Mirosław Krajewski). Akcja odbywała się w podziemiach. Po zakupie biletu „Kazik Dębiak” wszedł na salę ubezpieczany na zewnątrz kina przez drugiego zamachowca. W trakcie akcji został jednak zdekonspirowany i osaczony przez żandarmów, bronił się do przedostatniego naboju, a ostatnim zastrzelił się. Zamach udał się – bomba eksplodowała.